# Diecezja Guarabira
Diecezja Guarabira (łac. Dioecesis Guarabirensis) – diecezja Kościoła rzymskokatolickiego w Brazylii. Należy do metropolii Paraíba wchodzi w skład regionu kościelnego Nordeste II. Została erygowana przez papieża Jana Pawła II bullą  Cum exoptaret w dniu 11 października 1980.